# (500448) 2012 TX192
(500448) 2012 TX192 es un asteroide perteneciente al cinturón de asteroides, descubierto el 11 de octubre de 2007 por el equipo del Spacewatch desde el Observatorio Nacional de Kitt Peak, Arizona, Estados Unidos.

## Designación y nombre
Designado provisionalmente como 2012 TX192.

## Características orbitales
2012 TX192 está situado a una distancia media del Sol de 3,041 ua, pudiendo alejarse hasta 3,178 ua y acercarse hasta 2,904 ua. Su excentricidad es 0,045 y la inclinación orbital 9,116 grados. Emplea 1937,08 días en completar una órbita alrededor del Sol.
Los próximos acercamientos a la órbita de Júpiter se producirán el 15 de julio de 2071, el 20 de junio de 2119 y el 26 de mayo de 2167, entre otros.

## Características físicas
La magnitud absoluta de 2012 TX192 es 16,4. 